# Fresens

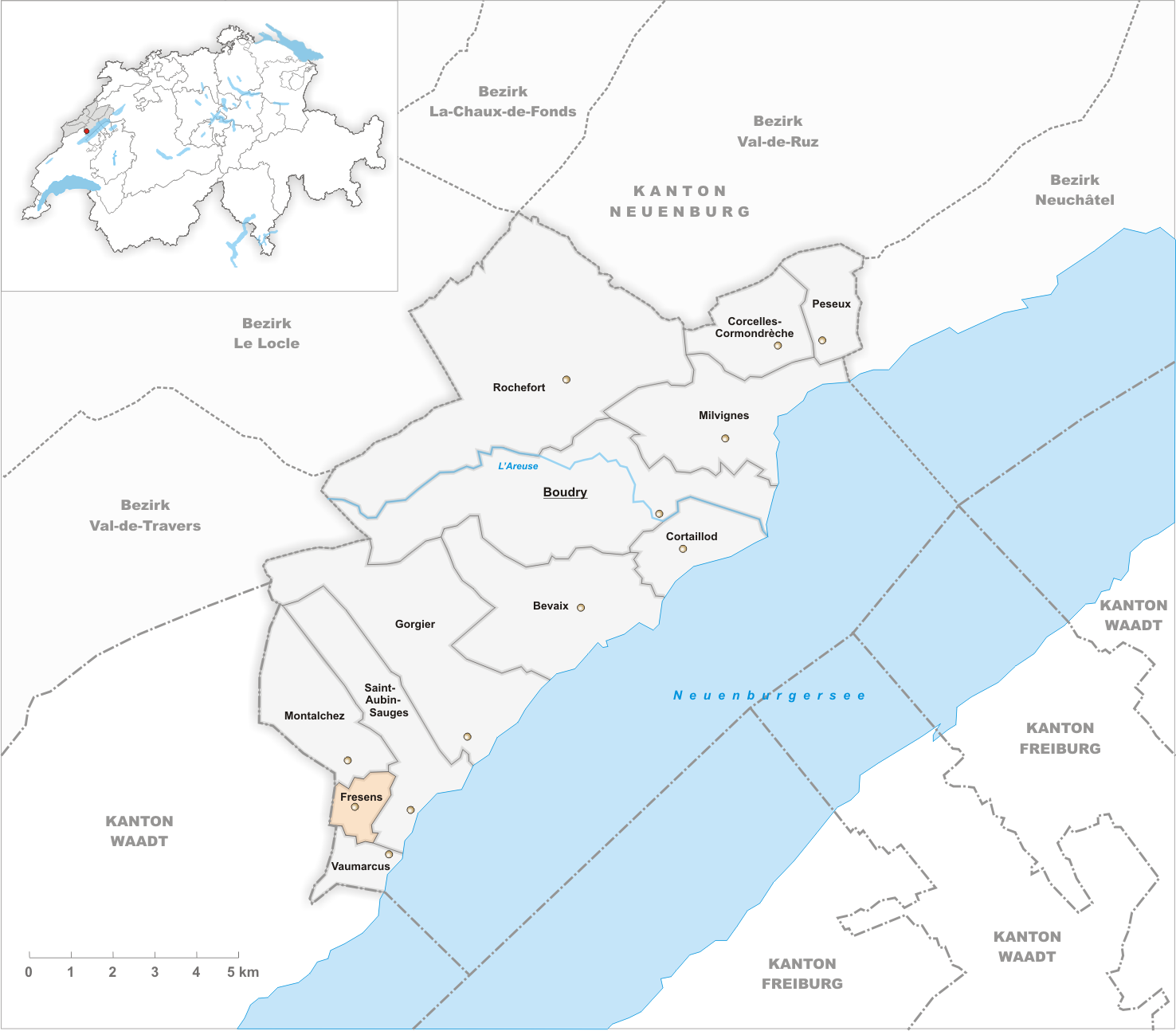
Gemeindestand vor der Fusion am 1. Januar 2018

Fresens war bis zum 31. Dezember 2017 eine politische Gemeinde im Distrikt Boudry des Kantons Neuenburg in der Schweiz.

## Geographie
Fresens liegt auf 620 m ü. M., 18 km südwestlich der Kantonshauptstadt Neuenburg (Luftlinie). Das Bauerndorf gehört zu La Grande Béroche und liegt auf einem Geländevorsprung am Jurasüdhang, in aussichtsreicher Lage rund 200 m über dem Seespiegel des Neuenburgersees.
Die Fläche des nur gerade 1,6 km² grossen Gemeindegebiets umfasst die Terrasse von Fresens am Südhang des Soliat. Die südliche Grenze wird durch das leicht in den Hang eingetiefte Tal des Baches La Vaux markiert. Der höchste Punkt von Fresens liegt mit 690 m ü. M. am Hang oberhalb des Dorfes. Von der Gemeindefläche entfielen 1997 11 % auf Siedlungen, 8 % auf Wald und Gehölze und 81 % auf Landwirtschaft.
Nachbargemeinden von Fresens sind Montalchez, Saint-Aubin-Sauges und Vaumarcus im Kanton Neuenburg sowie Mutrux und Provence im Kanton Waadt.

## Bevölkerung
Mit 252 Einwohnern (Stand 31. Dezember 2017) gehörte Fresens zu den kleinsten Gemeinden des Kantons Neuenburg. Von den Bewohnern sind 94,5 % französischsprachig, 3,7 % deutschsprachig und 0,5 % italienischsprachig (Stand 2000). 1880 zählte Fresens 234 Einwohner, danach nahm die Bevölkerungszahl bis 1950 auf 147 Einwohner ab, seither ist wieder eine leicht steigende Tendenz zu beobachten.

## Politik
Die Stimmenanteile der Parteien anlässlich der Nationalratswahl 2015 betrugen: SVP 31,3 %, GPS 17,9 %, SP 16,6 %, FDP 15,3 %, CVP 8,3 %, PdA 6,7 %, glp 1,6 %, Liste du vote blanc 1,3 %, BDP 0 %.

## Wirtschaft
Fresens ist bis heute ein vorwiegend landwirtschaftlich geprägtes Dorf geblieben, vorherrschend sind Ackerbau und Viehzucht. Im Lauf des 19. Jahrhunderts diente vorübergehend auch die Spitzenklöppelei als wichtige Erwerbsquelle der Bevölkerung. Ausserhalb der Landwirtschaft gibt es im Dorf nur wenige Arbeitsplätze in einem Betrieb der Holzverarbeitung und im lokalen Kleingewerbe.

## Verkehr
Fresens liegt abseits der grösseren Durchgangsstrassen, die Hauptzufahrt erfolgt von Saint-Aubin. Weitere Strassenverbindungen gibt es mit Montalchez und dem Weiler Vernéaz. Fresens ist durch die Buslinie, die von Gorgier nach Provence verkehrt, an das Netz des öffentlichen Verkehrs angeschlossen.

## Geschichte

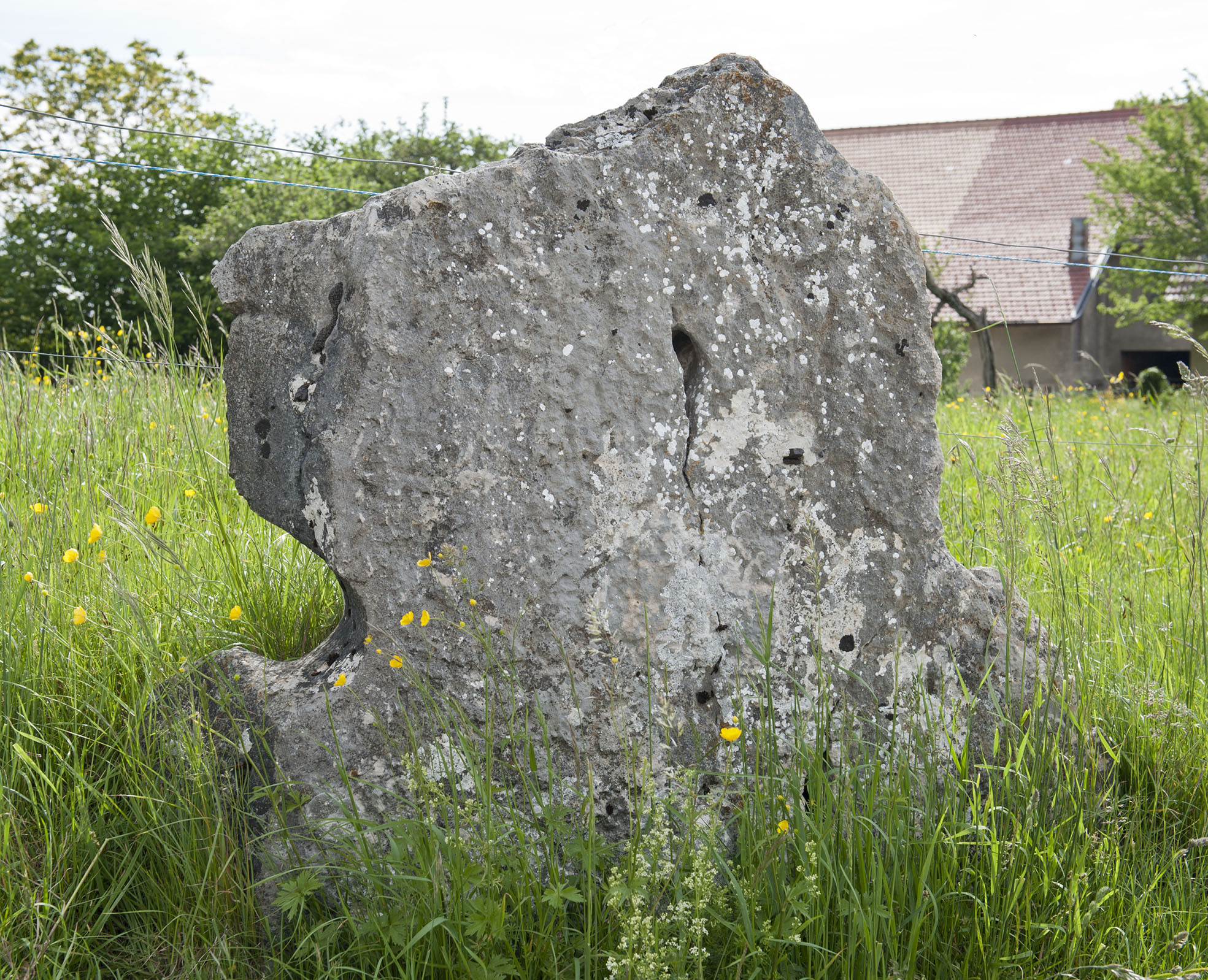
Trou des Ames

Das Gemeindegebiet war bereits lange vor der Römerzeit besiedelt. Das Trou des Âmes ("Loch der Seelen") ist eine Steinplatte aus einem Dolmen. Sein ovales Loch belegt seine Herkunft als Stirnplatte eines Dolmen vom Typ Schwörstadt (Ende 4. bis frühes 3. Jahrtausend v. Chr.). In der Römerzeit führte die Handelsstrasse Vy d’Etra durch das Gebiet; Überreste eines römischen Bauwerks wurden in La Salette gefunden. Ferner entdeckte man einen Friedhof aus der Merowingerzeit. Die erste urkundliche Erwähnung des Ortes erfolgte 1268 unter dem heutigen Namen, 1290 erschien die Bezeichnung Fresain und 1340 villa de Fressens. Der Ortsname geht vermutlich auf den Personennamen Frigis zurück.
Fresens gehörte seit dem 13. Jahrhundert zur Herrschaft Gorgier, die 1344 als Lehnsgut an die Grafen von Neuenburg kam. Seit 1648 war Neuenburg Fürstentum und ab 1707 durch Personalunion mit dem Königreich Preussen verbunden. 1806 wurde das Gebiet an Napoleon I. abgetreten und kam 1815 im Zuge des Wiener Kongresses an die Schweizerische Eidgenossenschaft, wobei die Könige von Preussen bis zum Neuenburgerhandel 1857 auch Fürsten von Neuenburg blieben. Im Jahr 1831 wurde in Fresens im Zuge der Umwälzungen jener Zeit ein Freiheitsbaum errichtet.

## Sehenswürdigkeiten
Sehenswert ist der alte Dorfbrunnen La Pompe mit einem Dach aus Holzschindeln. Fresens besitzt keine eigene Kirche, es gehört zur Pfarrei Saint-Aubin-Sauges.

## Persönlichkeiten
- Charles Frédéric Porret (1845–1921), evangelischer Geistlicher und Hochschullehrer in Lausanne